# Alexis Olgard
Alexis Rochelle Olgard (Spokane, 27 maggio 1991) è una pallavolista statunitense.
Gioca nel ruolo di centrale.

## Carriera
La carriera pallavolistica di Alexis Olgard inizia nei tornei scolastici statunitensi, partecipando con la sua scuola, la Mead HS; nello stesso periodo, inoltre, entra a far parte della nazionale statunitense Under-20, esordendovi nel 2009. Al termine delle scuole superiori, inizia la carriera universitaria entrando a far parte della University of Southern California: con le Trojans partecipa alla Division I NCAA dal 2009 al 2013.
Nella stagione 2014-15 inizia la carriera professionistica nella 1. Bundesliga tedesca, difendendo i colori del Fischbek. In seguito gioca nelle Filippine con le Lady Slammers; al termine degli impegni col club approda alle Pink Spiders, nella V-League sudcoreana, per il finale di stagione.

## Palmarès

### Premi individuali
- 2013 - All-America Third Team